# Louis Dulhom-Noguès
Louis Dulhom-Noguès, né Louis Barbet le 24 aout 1889 dans le 8e arrondissement de Paris et mort pour la France à Marcilly le 8 septembre 1914, est un poète français du XXe siècle. Son nom est inscrit au Panthéon dans la liste des 560 écrivains morts pour la France.

## Biographie
Louis Eugène Sylvain Barbet, né le 24 aout 1889 au 7 rue de Ponthieu à Paris, est le fils de Alphonse Eugène Noël Barbet (1856-1914), cocher et de Marie Louise Dulhom (1858-).
Il passe son enfance chez ses grands-parents maternels à Aventignan, petit village des Hautes-Pyrénées. Le gascon y est sa langue maternelle. Une de ses tantes, maîtresse à Vic-en-Bigorre, lui enseigne le français. C'est là qu'il prend son nom de plume, d'abord Louis de Nouguès puis Louis Dulhom-Noguès, composé du nom de sa mère, Dulhom et de celui de sa maison, Noguès. 
Adolescent, il revient à Paris pour poursuivre ses études au lycée Chaptal. Il travaille ensuite comme employé dans une fabrique de bijouterie, puis employé de banque et traducteur d’allemand.
À partir de 1907, ses poèmes en gascon sont présentés dans des félibrées[Lesquelles ?], et il connait un relatif succès dans les réunions régionales à Paris. C’est à cette époque qu’il devient collaborateur de l’Escolo deras Pireneos (Ecole des Pyrénées) et de sa revue littéraire pour la sauvegarde de la langue gasconne.
Le 7 septembre 1910, une œuvre peu connue mais tout aussi intéressante, "arretour" ("retour" en gascon), est jouée sur la montagne d'Aventignan pour la fête de l'école des Pyrénées. A noter qu'elle est signée:
"Luis de NOUGUES
(E. L. DULHOM-NOGUES)"
Appelé pour faire son service militaire, sa fiche matricule indique pour profession « auteur dramatique ». Il est incorporé en octobre 1910 au 29e bataillon de chasseurs à pied à Saint-Mihiel. Il est promu caporal en avril 1911, sergent en octobre de la même année et libéré de ses obligations en septembre 1912. 
À son retour il participe aux jeux floraux de Boulogne-sur-Gesse et donne des conférences sur la poésie pyrénéenne.  En 1914, il publie son premier recueil de vers français La Première Gerbe et se fiance avec une jeune pianiste et actrice Michelle de Biez, fille du journaliste Jacques de Biez.
Rappelé lors de la mobilisation comme sergent au 69e bataillon de chasseurs à pied, il prend part aux combats de la Bataille de la Marne. Le 8 septembre 1914, dans le village de Marcilly (Seine-et-Marne), un éclat d’obus le frappe pendant qu’il écrit une lettre à sa mère. Cette lettre est reproduite dans l’Anthologie des Écrivains Morts à la Guerre, où Marc Leclerc la complète : « ainsi mourut, en écrivant à sa mère et en pensant à la Victoire, le sergent Louis Barbet ».
Ses camarades racontent qu’il est transporté mourant dans l’école du village où il écrit sur le tableau noir, avant de mourir : « Le 29e chasseurs à pied, le 354e d’infanterie et le 361e ont battu les Prussiens, ici les 4 et 5 septembre. Vive la France ! ».

## Œuvres principales
- La Faute de David, 1908
- Les trois baisers, pièce en un acte, 1909
- La Première gerbe, poèmes, 1914
- arretour, pièce de théâtre, 1910 (jouée la première fois le 7 septembre 1910)

## Distinctions[7]
- Croix de guerre 1914–1918, étoile de bronze
- Médaille militaire, décret du 1er mai 1920[13]
- 1907 : Jeux floraux l’Escolo deras Pireneos - médaille de bronze, poésie[14]
- 1912 : Académie des Jeux floraux - anémone d'or[2],[4]
- 1915 : Académie française - Prix Sobrier-Arnould pour La Première gerbe[15]

## Hommages
- Le nom de Louis Dulhom-Noguès est inscrit au Panthéon dans la liste des 560 écrivains morts pour la France[16].
- Dans le numéro d'août 1915 du bulletin de l'Association des Écrivains combattants, Michelle de Biez écrit cet hommage sur son fiancé : « J'étais sa fiancée et ce n'est pas sans une violente et douloureuse émotion que je trace ces quelques lignes… Tous ceux qui ont connu ce jeune barde pyrénéen à la figure aristocratique et fière, aux yeux noirs ardents remplis de soleil, à la voix captivante et enchanteresse, ne pourront oublier cet être charmant si plein de jeunesse, de fougue et d'ardeur. C'était un poète à l'âme exquise, qui avait gardé le culte de sa jeunesse passée au milieu de ces belles montagnes pyrénéennes dont il exhalait la prestigieuse beauté avec tant d'amour et de tendresse ! Il savait être contemplatif et vibrant à la fois : sa douceur, sa beauté faisaient un contraste étrange avec son visage un peu farouche et tourmenté ! Son livre La Première Gerbe nous montre combien il était resté fidèle à "ses" montagnes. Il aimait le danger…Dulhom-Noguès ne reculait jamais ! Je le vois encore courant dans les ravins comme un jeune poulain ivre d'air et d'espace ! Paris le broyait… Il lui fallait le soleil, "son soleil", la source claire, les peupliers géants où les vents pleurent, les torrents, les courses éperdues sur la cime des monts, la liberté ! Il débuta au théâtre par Juanina, trois actes, en vers, puis il donna Le Langage du cœur, farce sentimentale en vers, obtint l'anémone d'or des Jeux Floraux. Son recueil de poésies, La Première Gerbe nous révèle sous l'homme de théâtre un poète de race dont le lyrisme atteint parfois les sommets de la pure beauté. En 1910 il fut incorporé au 29e bataillon de chasseurs à pied, à Saint-Mihiel. Enfant de France, il désirait ardemment la revanche… et mourir s'il le fallait en se sachant vainqueur. Son triste désir devait, hélas se réaliser… Il est mort à vingt cinq ans en plein bonheur… Il est mort en héros ! »[17]
- Décoré de la médaille militaire à titre posthume en 1920, il est décrit comme un « sous-officier courageux et dévoué, qui s'est fait remarquer par sa belle conduite au feu. Mort glorieusement pour la France, le 8 septembre 1914, à Marcilly. Croix de guerre avec étoile de bronze »[13].
- Son corps est ramené à Aventignan en 1921 où il est inhumé avec tous les honneurs[18].